# Allée couverte von Petit-Vieux-Sou

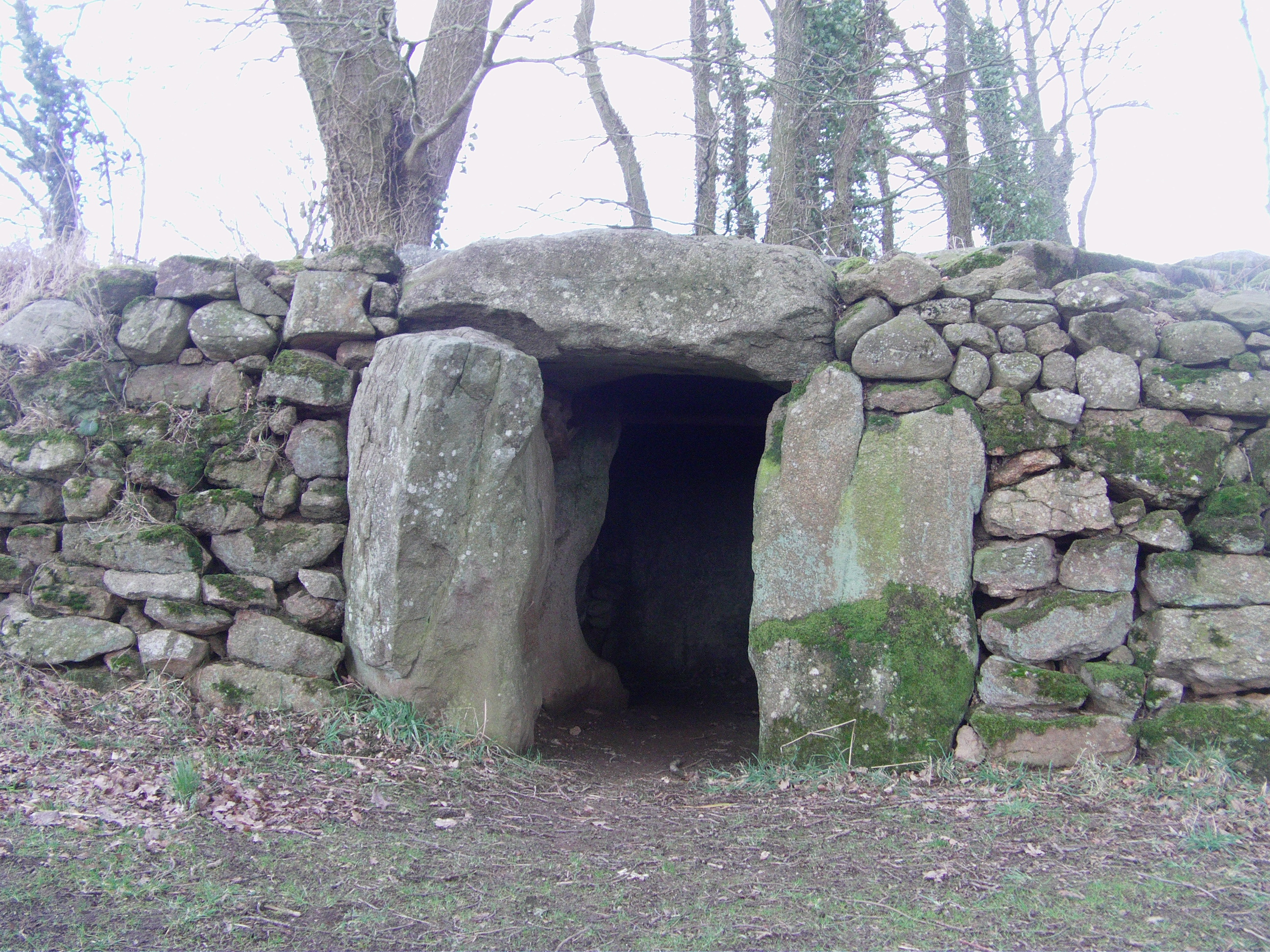
Petit Vieux Sou

Die denkmalgeschützte Allée couverte von Petit-Vieux-Sou liegt etwa 2,5 km südöstlich des Dorfes Brecé  im Département Mayenne in Frankreich.
Das nach einem Hofnamen benannte Petit Vieux Sou stammt vom Ende des Neolithikums (2800–2260 v. Chr.) Es wurde von Roger Bouillon zwischen 1978 und 1982 ausgegraben und restauriert und ist heute eines der attraktivsten Megalithmonumente in der Region.
Die Nordwest-Südost orientierte Anlage gehört zu der in Frankreich seltenen Kategorie von Galeriegräbern mit Seitenzugang, vergleichbar nordeuropäischen Ganggräbern. Die in einem etwa 12,0 m langen und 4,0 m breiten Cairn aus Trockenmauerwerk liegende Galerie besteht aus 21 Tragsteinen, die mit neun Deckenplatten bedeckt sind. Sie ist innen etwa 1,5 m breit und hoch. Der Zugang liegt in der Mitte der südwestlichen Langseite. Ein kurzer Gang führt in die Kammer.
Zu den Funden gehören 81 Feuersteinwerkzeuge, 16 komplette Gefäße und 1169 Scherben von guter Qualität. Zwei Vasen sind dekoriert, eine mit parallelen Rillen am Hals, die andere mit abstrakten Zeichen.